# Jürgen Künzel
Jürgen Künzel (Heidenheim, 10 novembre 1974) è un pilota motociclistico tedesco.
Ex-crossista, ha partecipato come uomo KTM sia al Campionato del Mondo Supermoto sia al Campionato AMA Supermoto, dove ha vinto un titolo. Dopo una breve parentesi in Kawasaki, dal 2007 corre con il team tedesco Husqvarna Zupin Moto-Sport a livello nazionale.
Nel 2010 lascia Husqvarna per passare al Team Grebenstein Aprilia.
È ritenuto uno dei capostipiti della Supermoto in Germania e il pilota tedesco più titolato dopo Bernd Hiemer.

## Palmarès
- 1984: debutto nel Motocross
- 1990: Campione Tedesco Motocross Junior
- 1993: 4º posto Coppa di Germania Motocross Junior
- 1994: 15º posto Campionato Tedesco Motocross
- 1998: 4º posto Campionato Tedesco Motocross
- 1999: 4º posto Campionato Tedesco Supermoto (su Husqvarna)
- 1999: 13º posto Campionato Europeo Supermoto (su Husqvarna)
- 2000: 4º posto Campionato Tedesco Supermoto (su KTM)
- 2000: 4º posto Campionato Francese Supermoto classe Prestige (su KTM)
- 2000: 2º posto Campionato Europeo Supermoto (su KTM)
- 2000: Vincitore Superbikers di Mettet (su KTM)
- 2001: 3º posto Campionato Tedesco Supermoto (su KTM)
- 2001: 4º posto Campionato Francese Supermoto classe Prestige (su KTM)
- 2001: 4º posto Campionato Europeo Supermoto (su KTM)
- 2001: Vincitore Superbikers di Mettet (su KTM)
- 2002: Campione Tedesco Supermoto (su KTM)
- 2002: 11º posto Campionato Francese Supermoto classe Prestige (su KTM)
- 2002: 2º posto Campionato Europeo Supermoto (su KTM)
- 2002: 9º posto Campionato del Mondo Supermoto (su KTM)
- 2002: 4º posto Sliding Superbowl di Genova (su KTM)
- 2003: Campione Tedesco Supermoto (su KTM)
- 2003: 23º posto Campionato AMA Supermoto Unlimited (su KTM)
- 2003: 6º posto Campionato AMA Supermoto (su KTM)
- 2003: 3º posto Campionato del Mondo Supermoto (su KTM)
- 2003: 3º posto generale Supermoto delle Nazioni (Team Deutschland) (su KTM)
- 2004: Campione Tedesco Supermoto classe 450cc (su KTM)
- 2004: 2º posto Campionato Tedesco Supermoto classe Prestige (su KTM)
- 2004: 4º posto Campionato AMA Supermoto Unlimited (su KTM)
- 2004: 2º posto Campionato AMA Supermoto (su KTM)
- 2004: 7º posto X-Games Supermoto di Los Angeles (su KTM)
- 2005: Campione Tedesco Supermoto classe 450cc (su KTM)
- 2005: Campione Tedesco Supermoto classe Prestige (su KTM)
- 2005: Campione AMA Supermoto (su KTM)
- 2005: 16º posto Campionato del Mondo Supermoto S1 (2 gare su 8) (su KTM)
- 2005: 19º posto X-Games Supermoto di Los Angeles (su KTM)
- 2005: 3º posto Superbikers di Mettet (su KTM)
- 2006: 8º posto Campionato Tedesco Supermoto classe 450cc (su KTM)
- 2006: 17º posto Campionato Tedesco Supermoto classe Open (su KTM)
- 2006: 5º posto Campionato AMA Supermoto (su KTM)
- 2006: 13º posto X-Games Supermoto di Los Angeles (su KTM)
- 2007: 6º posto Campionato Tedesco Supermoto S1 (su Kawasaki)
- 2007: Campione d'Austria Supermoto S1 (su Kawasaki)
- 2007: 9º posto Superbikers di Mettet (su Kawasaki)
- 2007: 50º posto Campionato del Mondo Supermoto S1 (1 GP su 8) (su Kawasaki)
- 2008: 2º posto Campionato Austriaco Supermoto S1 (su Husqvarna)
- 2008: Campione Tedesco Supermoto S1 (su Husqvarna)
- 2008: 30º posto Campionato del Mondo Supermoto S1 (1 GP su 8) (su Husqvarna)
- 2008: 4º posto Superbikers di Mettet (su Husqvarna)
- 2009: 2º posto Campionato Austriaco Supermoto S1 (su Husqvarna)
- 2009: 2º posto Campionato Tedesco Supermoto S1 (su Husqvarna)
- 2009: 7º posto Superbikers di Mettet (su Husqvarna)
- 2010: 5º posto Campionato Austriaco Supermoto S1 (4 gare su 5) (su Aprilia)
- 2010: 2º posto Campionato Tedesco Supermoto S1 (su Aprilia)
- 2010: 5º posto generale al Supermoto delle Nazioni (Team Deutschland) (su Aprilia)
- 2010: 36º posto Superbikers di Mettet (su Aprilia)
- 2011: 7º posto Campionato Tedesco Supermoto S1 (6 gare su 7) (su Aprilia)
- 2011: 26º posto Superbikers di Mettet (su Aprilia)
- 2011: 5º posto Supermotard Indoor De Tours (su Aprilia)